# Chansons du deuxième étage
Pour plus de détails, voir Fiche technique et Distribution.
Chansons du deuxième étage (Sånger från andra våningen) est un drame suédois réalisé par Roy Andersson, sorti en 2000.
Il est récompensé du Prix du jury au 53e Festival de Cannes.
Il s'agit du premier volet d'une trilogie que complètent Nous, les vivants (Du levande, 2007) et Un pigeon perché sur une branche philosophait sur l'existence (En duva satt på en gren och funderade på tillvaron, 2014).

## Fiche technique
- Titre original : Sånger från andra våningen
- Titre français : Chansons du deuxième étage
- Réalisation et scénario : Roy Andersson
- Costumes : Leontine Arvidsson
- Photographie : István Borbás et Jesper Klevenås
- Montage : Roy Andersson
- Pays d'origine : Suède
- Format : Couleurs - 35 mm - 1,66:1 - Dolby Surround
- Genre : comédie noire
- Durée : 98 minutes
- Date de sortie : 2000

## Distribution
- Lars Nordh : Kalle
- Stefan Larsson : Stefan
- Bengt C.W. Carlsson : Lennart
- Torbjörn Fahlström : Pelle Wigert
- Sten Andersson : Lasse
- Rolando Núñez : l'étranger
- Lucio Vucina : le magicien

## Distinction

### Récompense
- Festival de Cannes 2000 : Prix du jury